# Skipjack
Skipjack je skrivni kodirno/dekodirni algoritem, ki ga je razvila US National Security Agency (NSA). Odobren je za vladne telekomunikacije, zahteva kodiranje občutljivih, neklasificiranih podatkov. Podatki vključujejo glas, faksimile in računalniške informacije v telefonskem omrežju. Kot prvo je bila njegova uporaba namenjena v kombinacizji z Clipper čipom.
Uporablja 80-bitni ključ za kodiranje 64-bitnega podatkovnega bloka, isti ključ pa uporabimo tudi za dekodiranje. Skipjack se uporablja na podoben način kot DES, vendar je mnogo bolj zanesljiv odkar uporablja 80-bitni ključ in 32 korakov dolgo mešanje podatkov. DES uporablja kar 24 bitov manjši ključ. 
Njegova struktura je bila, od njegove predstavitve leta 1993, klasificirana. 24. junija 1998 je bil Skipjack algoritem predstavljen javnosti in opisan na spletni strani NIST-a. Na podlagi testov, ki so jih opravili nekateri strokovnjaki, so odkrili, da Skipjack nima tako varne strukture in ni tako varen, kot so to zagotavljali tisti ki so ga razvili.